# Gome de Siles
Gome de Siles, príncipe de Siles, duque de Silesia y marquis de Encamp, más conocido como Gome de Siles (Siles (Jaén), España, 1498 - 1555) fue un soldado y político español al servicio de Carlos I de España. Fue una figura muy importante en Silesia al servir como gobernador desde 1525, hasta 1549. No mucho se sabe de su vida aparte de su servicio e influencia política en Europa. Sus títulos fueron dados a su familia y todavía son usados por los descendientes en México y España
- Datos: Q104849388